# Sallie Chisholm
Sallie W. (Penny) Chisholm (Marquette, Michigan) é uma bióloga marinha estadunidense. Especialista em ecologia e evolução de micróbios oceânicos, é professora do Instituto de Tecnologia de Massachusetts.

## Educação
Chisholm obteve a graduação na Marquette Senior High School em Marquette, Michigan, em 1965. Estudou no Skidmore College e obteve um Ph.D. na Universidade do Estado de Nova Iorque em Albany, em 1974.

## Condecorações e prêmios
Chisholm é membro da Academia Nacional de Ciências dos Estados Unidos (NAS) desde 2003.
Em janeiro de 2010 recebeu a Medalha Alexander Agassiz, por "estudos pioneiros dos organismos fotossinteticamente dominantes nos mares e por integrar seus resultados em um novo entendimento dos oceanos globais."
Recebeu em 2012 o Prêmio Ruth Patrick da Association for the Sciences of Limnology and Oceanography.
Recebeu a Medalha Nacional de Ciências do Presidente Barack Obama em 1 de fevereiro de 2013.
Recebeu em 2013 o Prêmio Ramon Margalef de Ecologia, “por ser uma das mais produtivas, carismáticas e ativas pesquisadoras sobre biologia e ecologia marinha”.

## Publicações selecionadas
- Chisholm, S.W.  2012. Unveiling Prochlorococcus:  The Life and times of the ocean’s smallest photosynthetic cell.  2012.  In:  Microbes and Evolution: The World That Darwin Never Saw. In: R. Kolter and S. Maloy [eds].  ASM Press. p. 165.
- Coleman, M. L. and S. W. Chisholm. 2010. Ecosystem-specific selection pressures revealed by comparative population genomics.  PNAS 107 (43): 18634–18639.
- Lindell, D. J.D. Jaffe, M.l. Coleman, I.M. Axmann, T. Rector, G. Kettler, M.B. Sullivan, R. Steen, W.R. Hess, G.M. Church, and S. W. Chisholm. 2007.   Genome-wide expression dynamics of a marine virus and host reveal features of coevolution.   Nature  449: 83-86
- Chisholm, S.W., P.G. Falkowski, and J.J. Cullen. Dis-Crediting Ocean Fertilization. Science 294:309-310, 2001.
- Chisholm, S.W., R.J. Olson, E.R. Zettler, R. Goericke, J. Waterbury, and N. Welschmeyer. A novel free-living prochlorophyte abundant in the oceanic euphotic zone. Nature, 334(6180):340-343, 1988.